# Hans Westerhof
Hans Westerhof (Terborg, 24 november 1948) is een Nederlands voetbaltrainer en voormalig profvoetballer. Hij kwam als speler zijn hele voetballoopbaan voor BV Veendam en Cambuur Leeuwarden uit. Hierna was Westerhof trainer in Nederland bij FC Groningen, PSV, Willem II en Vitesse.

## Carrière
Westerhof speelde zelf van 1975 tot 1977 voor SC Veendam en van 1977 tot 1981 voor Cambuur, beide toentertijd uitkomend in de  Eerste divisie. Hij begon zijn trainerscarrière in 1982 bij ONS Sneek. Vervolgens trainde hij ACV Assen drie seizoenen, van 1985 tot en met 1988. Met ACV werd hij twee keer algeheel zaterdagkampioen van Nederland en één keer algeheel amateurkampioen van Nederland. Tussen 1988 en 1992 was hij trainer van FC Groningen.
In 1992 werd hij hoofdcoach van PSV, waar hij Bobby Robson opvolgde. Hij kende bij PSV een lastig seizoen. Hij kreeg het meermalen aan de stok met Romário en ook binnen de verdere spelersgroep was het onrustig. Westerhof kreeg het elftal niet goed aan de praat en Feyenoord werd landskampioen. In een interview in weekblad Elsevier spuwde Westerhofs assistent-trainer Frank Arnesen zijn gal over het seizoen. Hij noemde de spelers "profiteurs" en Westerhof te slap en achterdochtig. Een dag nadat Arnesen op non-actief werd gezet, op 12 juni 1993, maakte de club bekend dat Westerhof het seizoen erop geen hoofdtrainer meer zou zijn van PSV. Enkele weken later werd bekend dat Westerhof opgevolgd werd door Aad de Mos, terwijl hij de taak van hoofd jeugdopleiding op zich zou nemen. Hij zou deze functie een jaar vervullen, voor hij terugkeerde naar FC Groningen, dat in Westerhofs tweejarige afwezigheid vier hoofdtrainers (Pim Verbeek, Leen Looijen, Theo Vonk en Wim Koevermans) had versleten. Westerhof was nog 2,5 seizoen trainer van FC Groningen. Op 25 februari 1997 werd hij, na een 6-1 nederlaag tegen SBV Vitesse, ontslagen wegens tegenvallende resultaten.
Na zijn ontslag bij FC Groningen was Westerhof korte tijd bondscoach van het Nederlands elftal onder-21, voor hij aan de slag ging als hoofd jeugdopleidingen bij AFC Ajax. In 2000 nam hij tijdelijk het stokje over van de ontslagen hoofdtrainer Jan Wouters, zoals te zien in de documentaire Ajax: Daar hoorden zij engelen zingen. Voor 2000 tot 2003 was hij trainer van Willem II. In dat jaar verhuisde hij naar Mexico om coach te worden van topclub Chivas de Guadalajara.
Westerhof werd oorspronkelijk aan de trainersstaf van Chivas toegevoegd als coördinator van de jeugdopleiding, maar nam de positie van hoofdtrainer in oktober 2003 over. Hij trad af na de Clausura van 2004. Op 3 juni 2005 tekende hij een contract bij zusterclub Chivas USA, na een desastreuze start onder Thomas Rongen. Westerhof werd na dat seizoen vervangen door Bob Bradley en keerde terug naar zijn vorige club. Vanaf de Apertura van 2007 was hij hoofdtrainer van het Mexicaanse Club Necaxa.
Aan het begin van het seizoen 2008-2009 keerde Westerhof terug in Nederland als trainer van Vitesse Arnhem, waar hij Aad de Mos opvolgde. Vitesse had een zwakke seizoensstart en verloor zelfs in de derde ronde van de KNVB beker van hoofdklasser FC Lienden. Westerhof kwam al snel onder vuur te liggen. Op 30 december 2008 werd hij ontslagen. Westerhof werd in 2013 aangesteld als directeur jeugdvoetbal van CF Pachuca. Hier is zijn zoon Wout Westerhof jeugdtrainer.
In februari 2023 werd Westerhof als adviseur toegevoegd aan de technische staf van FC Groningen.

### Overige functies
Naast zijn loopbaan als trainer heeft Westerhof een aantal jaren lesgegeven aan het Centraal Instituut Opleiding Sportleiders (CIOS).
In september 2016 trad Westerhof toe tot de raad van commissarisen van sc Heerenveen en bleef aan tot december 2018.